# 中共廉、吴边区工委，廉东南抗日联防区遗址
中共廉、吴边区工委，廉东南抗日联防区遗址，位于中国广东省湛江市廉江市良垌镇贵墩管区白鸽港小学，为湛江市廉江市的一个市级文物保护单位，类型为近现代重要史迹及代表性建筑，公布时间为1994年4月17日。
中共廉、吴边区工委，廉东南抗日联防区遗址的历史年代为抗日战争时期。